# Идея Икс (журнал)
Идея Икс — ныне закрытый российский глянцевый журнал. Сочетал научно-популярную и развлекательную направленность.
Девиз журнала «Мы делаем сложное понятным».
Издавался с ноября 2008 г. до января 2010 г. ИД «Наутилус» . Журнал выходил ежемесячно общим тиражом 70 000 экземпляров. Распространялся в Москве, Санкт-Петербурге и других городах-миллионниках России.
По сообщению шеф-редактора журнала Анатолия Вассермана, этот журнал закрыт в виду закончившихся денег на раскрутку, а рекламодатели сочли журнал слишком умным, и инвесторы свернули проект.
В журнале публиковались статьи на различные темы: естественные и гуманитарные науки, техника, космос, интернет, политика, культура, искусство, спорт и др. Журнал был ориентирован на современного жителя большого города. Целевая аудитория издания — «образованные амбициозные молодые люди, стремящиеся быть в курсе текущих мировых тенденций в разных областях жизни».

## История
Основатель журнала (первый главный редактор) — Александр Бартуш.

## Редакция
- Руководитель проекта — Игорь Федоров
- Главный редактор — Сергей Черных
- Шеф-редактор — Анатолий Вассерман
- Зам. главного редактора — Дмитрий Ромендик
- Редактор раздела «Наука» — Валерий Чумаков
- Редактор раздела «Общество» — Мария Тучина
- Редактор сайта — Василий Прозоровский
- Арт-директор — Макс Шушаков
- Руководитель отдела инфографики и иллюстраций — Екатерина Балеевская
- Художники-иллюстраторы — Валерий Харламов и Дмитрий Жаров
- Фоторедактор — Алексей Зотов[7].

## Основные блоки и рубрики
- Новости — короткие заметки по темам «наука», «общество», «экономика» и «культура»
- Тема номера — 10 полос на интересную тему
- Знания и Технологии — наука, медицина, мироздание
- Человек и Общество — социология, история, политика, психология, спорт
- Экономика и Деньги — экономика, малый, средний и большой бизнес
- Электроника и Техника — технические новинки, бытовые приборы
- Культура и Искусство — анонсы, обзоры, комментарии, премьеры
- Объект — рассказ о конкретном объекте
- Вещь — разбор конструкции и принципа действия некоего предмета
- Персона — рассказ о конкретном ньюсмейкере
- Бренд — история и концепция конкретного бренда
- Проект — разбор интересного проекта
- Территория Вассермана — авторская колонка шеф-редактора журнала Анатолия Вассермана
- Фоторепортажи — географический, событийный
- Прогноз — авторский прогноз техногенных и природных катастроф от к.т. н. Нины Шаповаловой
- Головоломка — авторская головоломка Ивана Матершева[1]